# Mouchette (film)
Pour les articles homonymes, voir Mouchette.
Pour plus de détails, voir Fiche technique et Distribution.
Mouchette est un film français de Robert Bresson, sorti en 1967, adapté du roman de Georges Bernanos, Nouvelle histoire de Mouchette.

## Synopsis
Mouchette (on ne saura jamais son vrai nom) est une adolescente taciturne ; son père est un contrebandier alcoolique et sa mère est gravement malade. Elle vit, solitaire, dans un petit village (le village n'est jamais nommé, pas plus que la région où il se trouve). Un soir d'orage, alors qu'elle rentre de l'école, elle s'égare dans la forêt. Elle accepte l'hospitalité d'un braconnier, Monsieur Arsène, le premier habitant du village à lui témoigner un peu de compassion. Mais il finit par la violer. En rentrant chez elle, Mouchette assiste à la mort de sa mère, sans avoir le temps de se confier à elle...
Au matin, se heurtant à l'hostilité méprisante de sa famille et de tout son village, Mouchette trouve provisoirement refuge chez une vieille « qui aime les morts ». La vieille dame donne à Mouchette, avant qu'elle ne reparte, une robe blanche, qui semble une robe de mariée. Écrasée de désespoir, Mouchette s'enroule dans la robe/linceul et va se noyer dans un étang, accompagnée par une musique de Monteverdi.  

## Fiche technique
- Titre : Mouchette
- Réalisation : Robert Bresson, assisté de Jacques Kébadian
- Scénario : Robert Bresson, d'après le roman de Georges Bernanos, Nouvelle histoire de Mouchette, Plon, 1937
- Décor : Pierre Guffroy
- Costumes : Odette Le Barbenchon
- Photographie : Ghislain Cloquet
- Son : Jacques Carrère, Séverin Frankiel et Daniel Couteau (effets sonores)
- Musique originale : Jean Wiener
- Montage : Raymond Lamy
- Musique additionnelle : Magnificat de Claudio Monteverdi, par les Chanteurs de Saint-Eustache
- Producteur délégué : Anatole Dauman
- Productrice : Mag Bodard[1] (non créditée)
- Sociétés de production : Parc Films, Argos Films, ORTF
- Tournage : septembre à novembre 1966. Mouchette a été tourné à Reillanne et Gargas dans les Alpes-Haute-Provence[N 1].
- Pays d'origine :  France
- Format : Noir et blanc - 35 mm - 1,66:1
- Genre : Drame
- Durée : 78 minutes
- Date de sortie : 
  - France - 28 mars 1967

## Distribution
- Nadine Nortier : Mouchette
- Jean-Claude Guilbert : Arsène
- Marie Cardinal : la mère de Mouchette
- Paul Hébert : le père de Mouchette
- Jean Vimenet : Mathieu
- Marie Susini : la femme de Matthieu
- Liliane Princet : l'institutrice
- Raymonde Chabrun (d) : l'épicière
- Marine Chereau Trichet : Louisa
- Suzanne Huguenin : la visiteuse de morts

## Andreï Tarkovski sur Robert Bresson
Andreï Tarkovski prend l'exemple de Mouchette pour expliquer que le cinéma a ses règles propres pour le jeu des acteurs qui ne sont pas les mêmes que celles du théâtre : « Des acteurs trop « expressifs » font rapidement vieillir les films en se soumettant à des clichés théâtraux d'une époque, qui se démodent. Nadine Nortier, l'interprète de Mouchette sous la direction de Bresson, ne paraît pas se soucier de savoir si le spectateur perçoit la profondeur des évènements qu'elle est en train de vivre. Au contraire, elle semble ne pas se douter  que sa vie intérieure intéresse ceux qui la regardent. Elle vit absorbée par son univers personnel clos. C'est ce qui ne cessera de la rendre émouvante. »
Dans une liste de ses dix films préférés, établie en avril 1972 lors d’une conversation avec le critique de cinéma Leonid Kozlov, Andrei Tarkovski plaça Mouchette en neuvième place, et Journal d'un curé de campagne en première place.   
Ces mots de Paul Valéry : « Seul atteint à la perfection celui qui renonce à tout ce qui mène vers l'outrance délibérée », s'appliquent parfaitement à Robert Bresson : une observation modeste et simple de la vie, rien de plus, mais qui se transforme dans notre perception en une sublime image artistique.

## Distinction
- Prix OCIC au Festival de Cannes 1967[5]

## Autour du film
- Bresson a tourné dans les villages de Gargas dans le Vaucluse et de Reillanne dans les Alpes-de-Haute-Provence[6], mais plusieurs allusions (l'apéritif au genièvre, la contrebande avec la Belgique) rappellent plutôt le Nord-Pas-de-Calais.

## Réception et critique
Marie Cardinal, qui joue le rôle de la mère de Mouchette, décrit le tournage du film dans son ouvrage Cet été-là écrit en 1967 et dont la deuxième édition parue aux Nouvelles Éditions Oswald en 1979 est assez critique sur les conditions de réalisation. Cette chronique peu flatteuse pour Robert Bresson est reparue avec d'autres œuvres de l'auteur en 2013 (Les Mots pour le dire et autres romans, Grasset, coll. "Bibliothèque").